# Labouheyre
Labouheyre (/la.bu.ɛjʁ./) (La Boèira, en occitan) est une commune du Sud-Ouest de la France, située dans le département des Landes (région Nouvelle-Aquitaine).
Ses habitants sont appelés Bouheyrots et Bouheyrotes

## Géographie

### Localisation

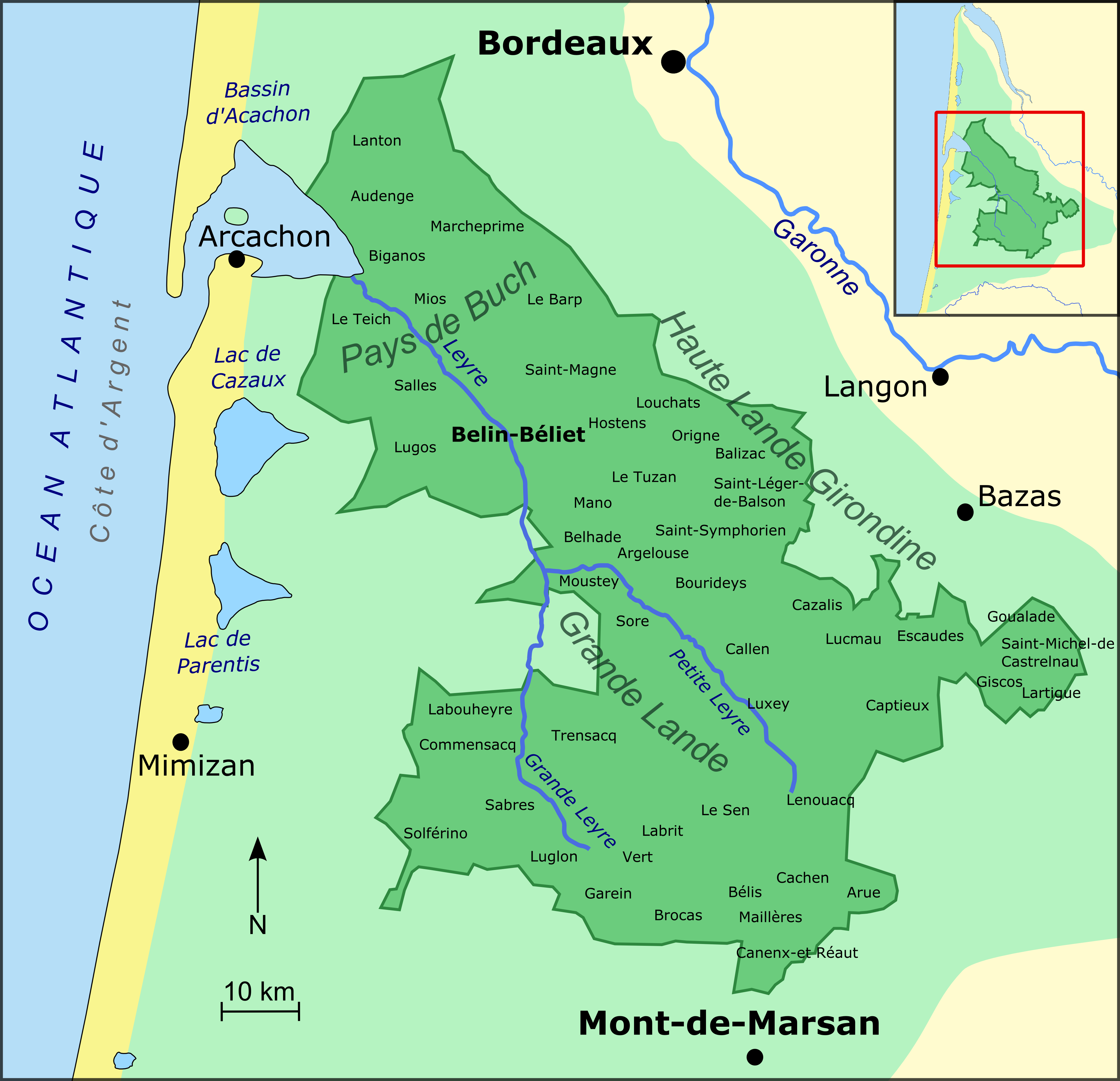
Carte du parc naturel régional des Landes de Gascogne

Labouheyre est une commune située dans la forêt des Landes, elle fait partie du Parc naturel régional des Landes de Gascogne.
Elle est située à vol d'oiseau à 25km à l'est de Mimizan, 30km de la côte landaise, 28 km au sud-est de Biscarrosse, 54km au sud-ouest d'Arcachon, 75km de Bordeaux, 49km au nord-ouest de Mont-de-Marsan et 57 au nord de Dax.

Ancien carrefour entre les routes D626 et N10 (contournée depuis 2013 par l'A63), la commune contient également une gare sur la ligne ferroviaire Bordeaux-Irun.

### Communes limitrophes
Les communes limitrophes sont Commensacq, Liposthey, Lüe, Pissos, Solférino et Ychoux.
| Ychoux (par un quadripoint) | Liposthey  | Pissos     |
| Luë                         | Labouheyre | Commensacq |
|                             | Solférino  |            |

### Hydrographie
Le plan d'eau du Barit est un étang d'agrément de 2 ha. Le plan d'eau du parc de Peyre est un étang artificiel de 9 ha.
Le Canteloup prend sa source dans la commune.

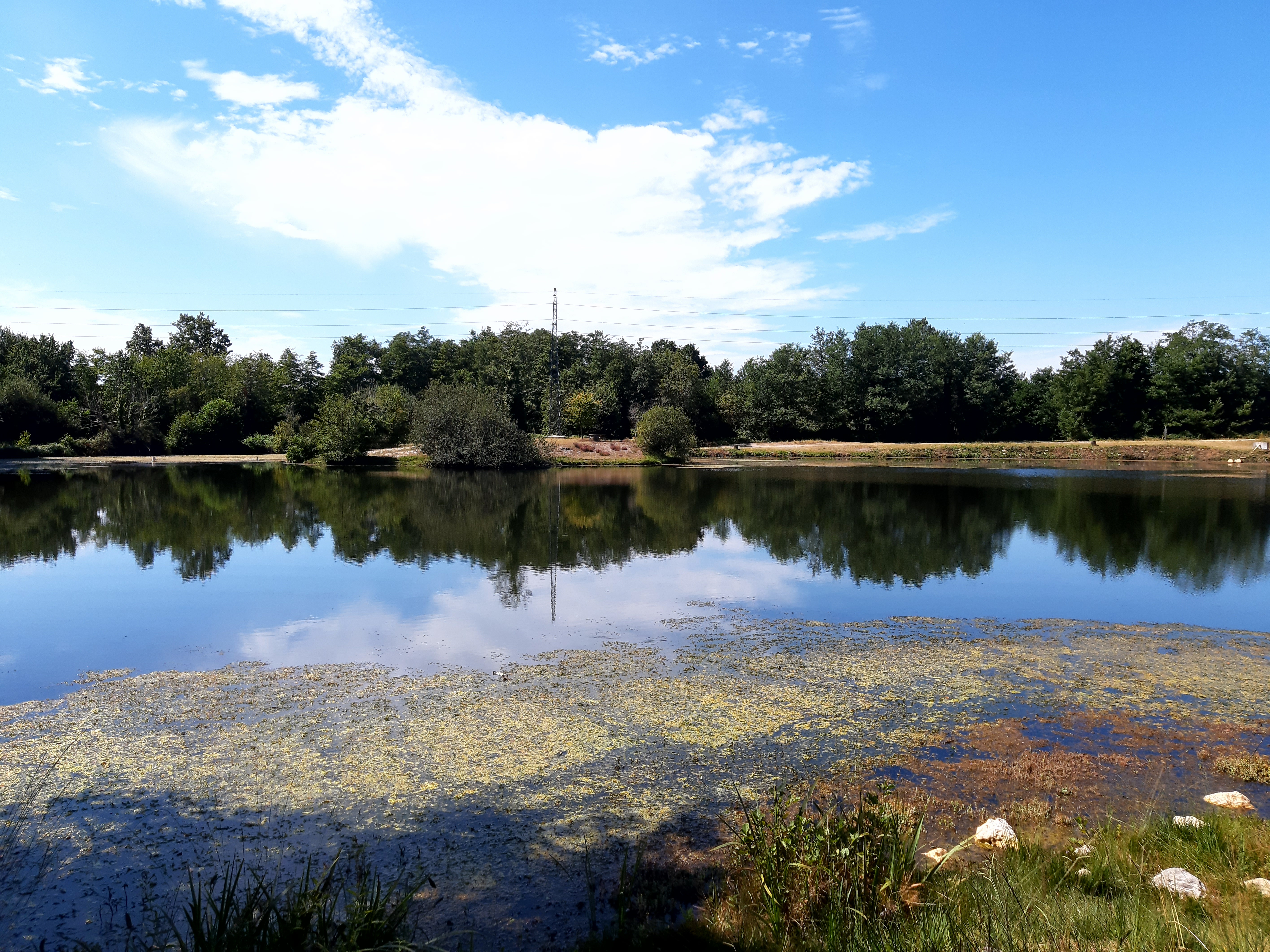
Plan d'eau du Barit.

### Climat
Pour des articles plus généraux, voir Climat de la Nouvelle-Aquitaine et Climat des Landes.
Historiquement, la commune est exposée à un climat océanique aquitain.  
En 2020, Météo-France publie une typologie des climats de la France métropolitaine dans laquelle la commune est exposée à un climat océanique et est dans une zone de transition entre les régions climatiques « Littoral charentais et aquitain » et « Aquitaine, Gascogne »0.
Pour la période 1971-2000, la température annuelle moyenne est de 13,1 °C, avec une amplitude thermique annuelle de 13,4 °C. Le cumul annuel moyen de précipitations est de 1 121 mm, avec 12,8 jours de précipitations en janvier et 7,6 jours en juillet. Pour la période 1991-2020, la température moyenne annuelle observée sur la station météorologique la plus proche, située sur la commune de Pissos à 16 km à vol d'oiseau, est de 13,7 °C et le cumul annuel moyen de précipitations est de 1 031,6 mm,. Pour l'avenir, les paramètres climatiques de la commune estimés pour 2050 selon différents scénarios d’émission de gaz à effet de serre sont consultables sur un site dédié publié par Météo-France en novembre 2022.

## Urbanisme

### Typologie
Au 1er janvier 2024, Labouheyre est catégorisée bourg rural, selon la nouvelle grille communale de densité à sept niveaux définie par l'Insee en 2022.
Elle appartient à l'unité urbaine de Labouheyre, une unité urbaine monocommunale constituant une ville isolée,. La commune est en outre hors attraction des villes,.

### Occupation des sols

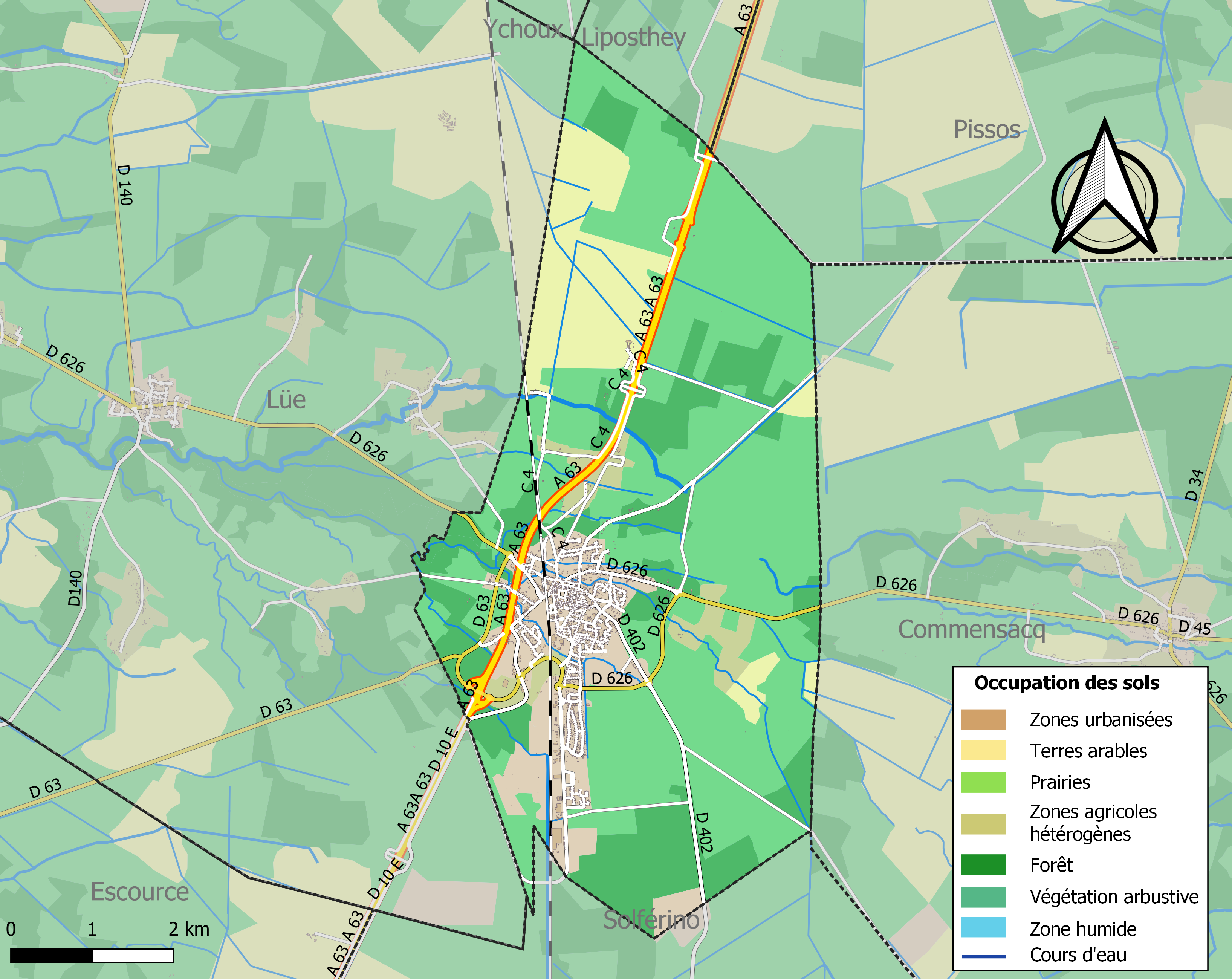
Carte des infrastructures et de l'occupation des sols de la commune en 2018 (CLC).

L'occupation des sols de la commune, telle qu'elle ressort de la base de données européenne d’occupation biophysique des sols Corine Land Cover (CLC), est marquée par l'importance des forêts et milieux semi-naturels (72,7 % en 2018), en diminution par rapport à 1990 (82,1 %). La répartition détaillée en 2018 est la suivante : milieux à végétation arbustive et/ou herbacée (52,7 %), forêts (20,1 %), terres arables (10,6 %), zones urbanisées (8,2 %), zones agricoles hétérogènes (4 %), zones industrielles ou commerciales et réseaux de communication (3,5 %), espaces verts artificialisés, non agricoles (0,9 %). L'évolution de l’occupation des sols de la commune et de ses infrastructures peut être observée sur les différentes représentations cartographiques du territoire : la carte de Cassini (XVIIIe siècle), la carte d'état-major (1820-1866) et les cartes ou photos aériennes de l'IGN pour la période actuelle (1950 à aujourd'hui).

### Voies de communication et transports

#### Voies
| 133 odonymes recensés à Labouheyre au 11 janvier 2014 | 133 odonymes recensés à Labouheyre au 11 janvier 2014 | 133 odonymes recensés à Labouheyre au 11 janvier 2014 | 133 odonymes recensés à Labouheyre au 11 janvier 2014 | 133 odonymes recensés à Labouheyre au 11 janvier 2014 | 133 odonymes recensés à Labouheyre au 11 janvier 2014 | 133 odonymes recensés à Labouheyre au 11 janvier 2014 | 133 odonymes recensés à Labouheyre au 11 janvier 2014 | 133 odonymes recensés à Labouheyre au 11 janvier 2014 | 133 odonymes recensés à Labouheyre au 11 janvier 2014 | 133 odonymes recensés à Labouheyre au 11 janvier 2014 | 133 odonymes recensés à Labouheyre au 11 janvier 2014 | 133 odonymes recensés à Labouheyre au 11 janvier 2014 | 133 odonymes recensés à Labouheyre au 11 janvier 2014 | 133 odonymes recensés à Labouheyre au 11 janvier 2014 | 133 odonymes recensés à Labouheyre au 11 janvier 2014 |
| Allée                                                 | Avenue                                                | Bld                                                   | Chemin                                                | Cité                                                  | Impasse                                               | Parvis                                                | Place                                                 | Quai                                                  | Rd-point                                              | Route                                                 | Rue                                                   | Square                                                | Villa                                                 | Autres                                                | Total                                                 |
| ----------------------------------------------------- | ----------------------------------------------------- | ----------------------------------------------------- | ----------------------------------------------------- | ----------------------------------------------------- | ----------------------------------------------------- | ----------------------------------------------------- | ----------------------------------------------------- | ----------------------------------------------------- | ----------------------------------------------------- | ----------------------------------------------------- | ----------------------------------------------------- | ----------------------------------------------------- | ----------------------------------------------------- | ----------------------------------------------------- | ----------------------------------------------------- |
| 0                                                     | 0                                                     | 0                                                     | 4                                                     | 2                                                     | 28                                                    | 0                                                     | 4                                                     | 0                                                     | 0                                                     | 9                                                     | 80                                                    | 0                                                     | 0                                                     | 6                                                     | 133                                                   |
| Notes « N »                                           | Notes « N »                                           | 1. 2. 3. 4. 5.                                        | 1. 2. 3. 4. 5.                                        | 1. 2. 3. 4. 5.                                        | 1. 2. 3. 4. 5.                                        | 1. 2. 3. 4. 5.                                        | 1. 2. 3. 4. 5.                                        | 1. 2. 3. 4. 5.                                        | 1. 2. 3. 4. 5.                                        | 1. 2. 3. 4. 5.                                        | 1. 2. 3. 4. 5.                                        | 1. 2. 3. 4. 5.                                        | 1. 2. 3. 4. 5.                                        | 1. 2. 3. 4. 5.                                        | 1. 2. 3. 4. 5.                                        |
| Sources : rue-ville.info & OpenStreetMap              |                                                       |                                                       |                                                       |                                                       |                                                       |                                                       |                                                       |                                                       |                                                       |                                                       |                                                       |                                                       |                                                       |                                                       |                                                       |

### Risques majeurs
Le territoire de la commune de Labouheyre est vulnérable à différents aléas naturels : météorologiques (tempête, orage, neige, grand froid, canicule ou sécheresse), feux de forêts, mouvements de terrains et séisme (sismicité très faible). Il est également exposé à un risque technologique, le transport de matières dangereuses. Un site publié par le BRGM permet d'évaluer simplement et rapidement les risques d'un bien localisé soit par son adresse soit par le numéro de sa parcelle.

#### Risques naturels
Labouheyre est exposée au risque de feu de forêt. Depuis le 20 avril 2016, les départements de la Gironde, des Landes et de Lot-et-Garonne disposent d’un règlement interdépartemental de protection de la forêt contre les incendies. Ce règlement vise à mieux prévenir les incendies de forêt, à faciliter les interventions des services et à limiter les conséquences, que ce soit par le débroussaillement, la limitation de l’apport du feu ou la réglementation des activités en forêt. Il définit en particulier cinq niveaux de vigilance croissants auxquels sont associés différentes mesures,.
Les mouvements de terrains susceptibles de se produire sur la commune sont des tassements différentiels.

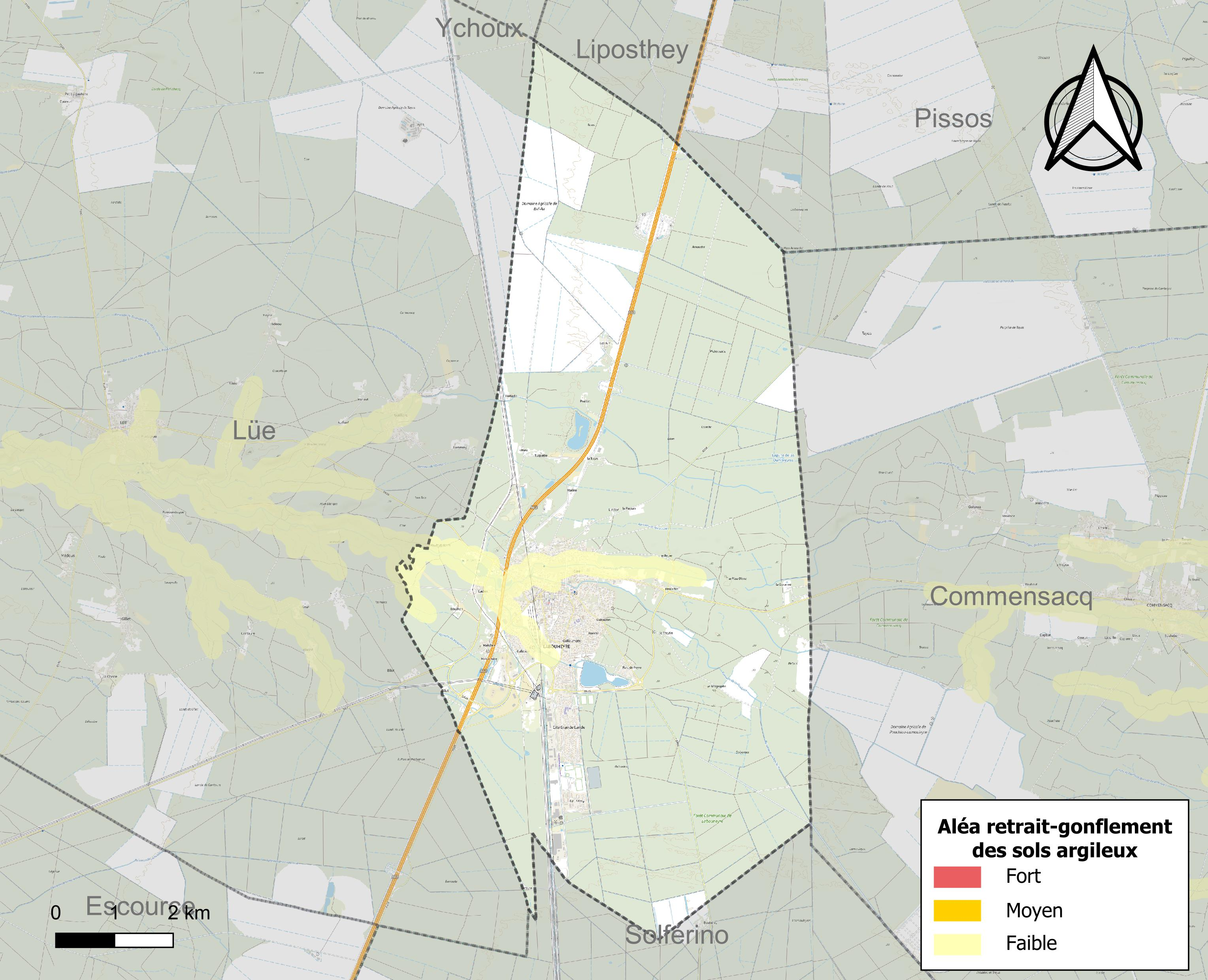
Carte des zones d'aléa retrait-gonflement des sols argileux de Labouheyre.

Le retrait-gonflement des sols argileux est susceptible d'engendrer des dommages importants aux bâtiments en cas d’alternance de périodes de sécheresse et de pluie. Aucune partie du territoire de la commune n'est en aléa moyen ou fort (19,2 % au niveau départemental et 48,5 % au niveau national). Sur les 1 298 bâtiments dénombrés sur la commune en 2019, aucun n'est en aléa moyen ou fort, à comparer aux 17 % au niveau départemental et 54 % au niveau national. Une cartographie de l'exposition du territoire national au retrait gonflement des sols argileux est disponible sur le site du BRGM,.
La commune a été reconnue en état de catastrophe naturelle au titre des dommages causés par les inondations et coulées de boue survenues en 1999, 2009, 2013 et 2020 et au titre des inondations par remontée de nappe en 2013 et par des mouvements de terrain en 1999.

#### Risques technologiques
Le risque de transport de matières dangereuses sur la commune est lié à sa traversée par une ou des infrastructures routières ou ferroviaires importantes ou la présence d'une canalisation de transport d'hydrocarbures. Un accident se produisant sur de telles infrastructures est susceptible d’avoir des effets graves sur les biens, les personnes ou l'environnement, selon la nature du matériau transporté. Des dispositions d’urbanisme peuvent être préconisées en conséquence.

## Toponymie
Le nom de la localité est attesté sous la forme Le Boere en 1254,,.
Dans une première approche, la commune tirerait son nom du gascon hava (fève) ou du latin bovaria, « étable à bœufs » puis « petite ferme ».
Rappelons qu'en gascon, Labouheyre s'écrit La Bohèira.

## Histoire
Labouheyre entre dans le patrimoine de la Maison d'Albret par l'intermédiaire de Mathe d'Albret. Au début de la guerre de Cent Ans, à la fin de 1337 ou au début de 1338, Mathe d'Albret conclut un accord avec le roi d'Angleterre Édouard III, duc d'Aquitaine,. Elle lui cède la garde de ses seigneuries de Gensac, Miremont (lieu probablement situé dans la seigneurie de Gensac), Castelmoron et Montcuq (commune de Pomport) pour la durée de la guerre, en s'en réservant l'usufruit. Elle lui donne les seigneuries de Bergerac (qu'en fait elle ne possède pas) et de Montignac. Elle reçoit en échange les seigneuries de Montendre, Condat (manoir dans la commune actuelle de Libourne), Labouheyre, le pays de Brassenx, la prévôté de Born et de Mimizan, en possession perpétuelle. Cet accord est particulièrement profitable à Bernard Ezi V d'Albret, qui, à la mort de sa sœur Mathe est son héritier et récupère ainsi des terres proches de sa seigneurie de Labrit, comme Labouheyre,.
Une partie des terres de la commune est achetée par Napoléon III pour constituer son domaine impérial de Solférino, qui devient une commune à part entière en 1863.
Le record de vitesse sur rail du 28 mars 1955 a été enregistré sur le territoire de la commune, la CC 7107 avait atteint la vitesse de pointe de 330,8 km/h.

## Héraldique
| Blason | Blasonnement : D'azur au château donjonné d'or ouvert du champ, ajouré et maçonné de sable, les deux tours des flancs couvertes, posé sur une terrasse de sinople et surmonté d'une étoile aussi d'or |

## Politique et administration

### Liste des maires
| Période                                  | Période  | Identité                                           | Étiquette | Qualité |
| ---------------------------------------- | -------- | -------------------------------------------------- | --------- | --- |
| 1800                                     | 1801     | Jean Moyzès                                        |           | |
| 1801                                     | 1804     | Jean Baptiste Reboul                               |           | |
| 1804                                     | 1808     | Jean Moyzès                                        |           | |
| 1808                                     | 1822     | Jean Lasgourgues                                   |           | |
| 1822                                     | 1829     | François Desquibes                                 |           | |
| 1829                                     | 1833     | Antoine Gellibert                                  |           | |
| 1833                                     | 1835     | François Desquibes                                 |           | |
| 1835                                     | 1840     | Antoine Gellibert                                  |           | |
| 1840                                     | 1846     | Antoine Larrouy                                    |           | |
| 1846                                     | 1853     | Dominique Bacon                                    |           | |
| 1853                                     | 1865     | Barthélémy Arnaudin (1816-1893)                    |           | Propriétaire-rentier, concessionnaire des forges de Pontenx                                                                                      |
| 1865                                     | 1874     | Rémy Bacon                                         |           | |
| 1885                                     | mai 1925 | Alphonse Bacon                                     |           | Notaire, conseiller général |
| mai 1925                                 | mai 1929 | Paul Peyrontas                                     |           | |
| mai 1929                                 | mai 1935 | Jules Duviol (1878-1942)                           | SFIO      | Négociant |
| mai 1935                                 | 1944     | Fernand Laurarque                                  |           | |
| 1944                                     | 1945     | Jean Castaing                                      |           | |
| 1945                                     | 1949     | Camille Dupouy                                     |           | |
| 1949                                     | 1953     | Marie Labeyrie                                     |           | |
| Les données manquantes sont à compléter. |          |                                                    |           | |
| 1983                                     | 1992     | Gilbert Ibarrart                                   | PS        | |
| 1992                                     | 2001     | Jean-Louis Villenave                               |           | |
| mars 2001                                | En cours | Jean-Louis Pédeuboy Réélu pour le mandat 2020-2026 | PS        | Agent France Télécom Conseiller général du canton de Sabres (2001 → 2015) Président de la Communauté de communes de la Haute Lande (???? → 2016) |
| Les données manquantes sont à compléter. |          |                                                    |           | |

### Politique environnementale
Dans son palmarès 2024, le Conseil national de villes et villages fleuris de France a attribué deux fleurs à la commune.

### Jumelages
Petit-Landau (France)

## Démographie
| 1793 | 1800 | 1806 | 1821 | 1831 | 1836 | 1841 | 1846 | 1851 |
| ---- | ---- | ---- | ---- | ---- | ---- | ---- | ---- | ---- |
| 304  | 249  | 327  | 369  | 415  | 421  | 447  | 460  | 470  |

| 1856 | 1861 | 1866 | 1872  | 1876  | 1881  | 1886  | 1891  | 1896  |
| ---- | ---- | ---- | ----- | ----- | ----- | ----- | ----- | ----- |
| 629  | 866  | 950  | 1 120 | 1 069 | 1 255 | 1 424 | 1 398 | 1 422 |

| 1901  | 1906  | 1911  | 1921  | 1926  | 1931  | 1936  | 1946  | 1954  |
| ----- | ----- | ----- | ----- | ----- | ----- | ----- | ----- | ----- |
| 1 586 | 1 695 | 1 789 | 2 265 | 2 008 | 1 892 | 1 936 | 2 204 | 2 031 |

| 1962  | 1968  | 1975  | 1982  | 1990  | 1999  | 2006  | 2011  | 2016  |
| ----- | ----- | ----- | ----- | ----- | ----- | ----- | ----- | ----- |
| 2 169 | 2 314 | 2 649 | 2 849 | 2 816 | 2 534 | 2 507 | 2 628 | 2 736 |

| 2021  | 2022  | - | - | - | - | - | - | - |
| ----- | ----- | - | - | - | - | - | - | - |
| 2 839 | 2 883 | - | - | - | - | - | - | - |

## Lieux et monuments

### Édifices et sites
- Maison de la photographie des Landes[39]

Installée dans les murs de la maison dans laquelle mourut Félix Arnaudin, c'est une propriété de la commune de Labouheyre qui a voulu en faire, avec l'aide du conseil général des Landes, un lieu de diffusion et d'aide à la création photographique en Aquitaine.
- Gare de Labouheyre.
- Église Saint-Jacques de Labouheyre.

Son portail Renaissance est orné de coquilles et de fleurs de lys.
- Étang du parc de Peyre.
- Villa Mazagan, retraite de style mauresque construite par l'ethnologue et orientaliste Claude Cornut en référence à la citadelle d'El-Jadida, inspirée du Casino mauresque d'Arcachon.

### Galerie

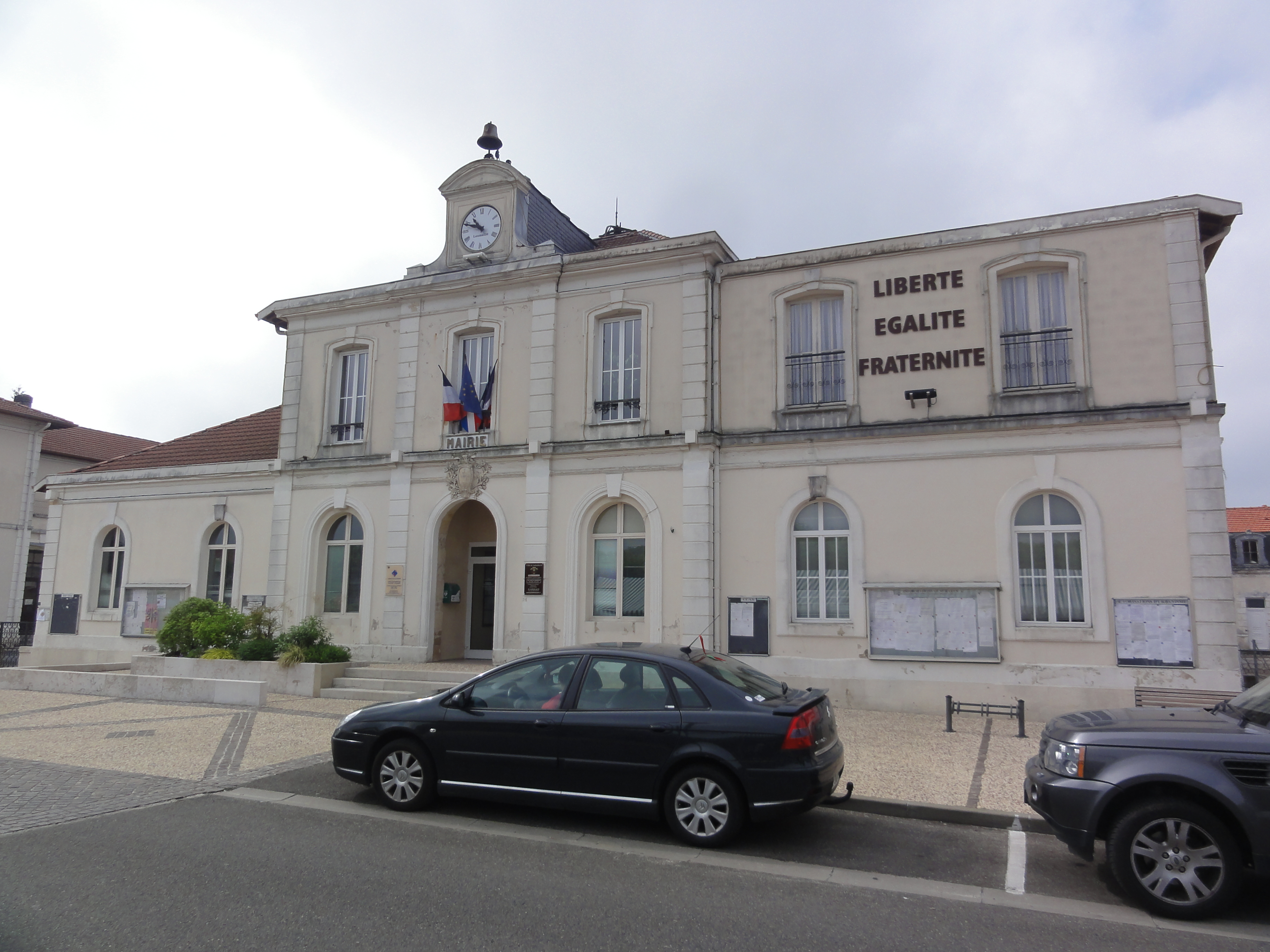
Mairie de Labouheyre.
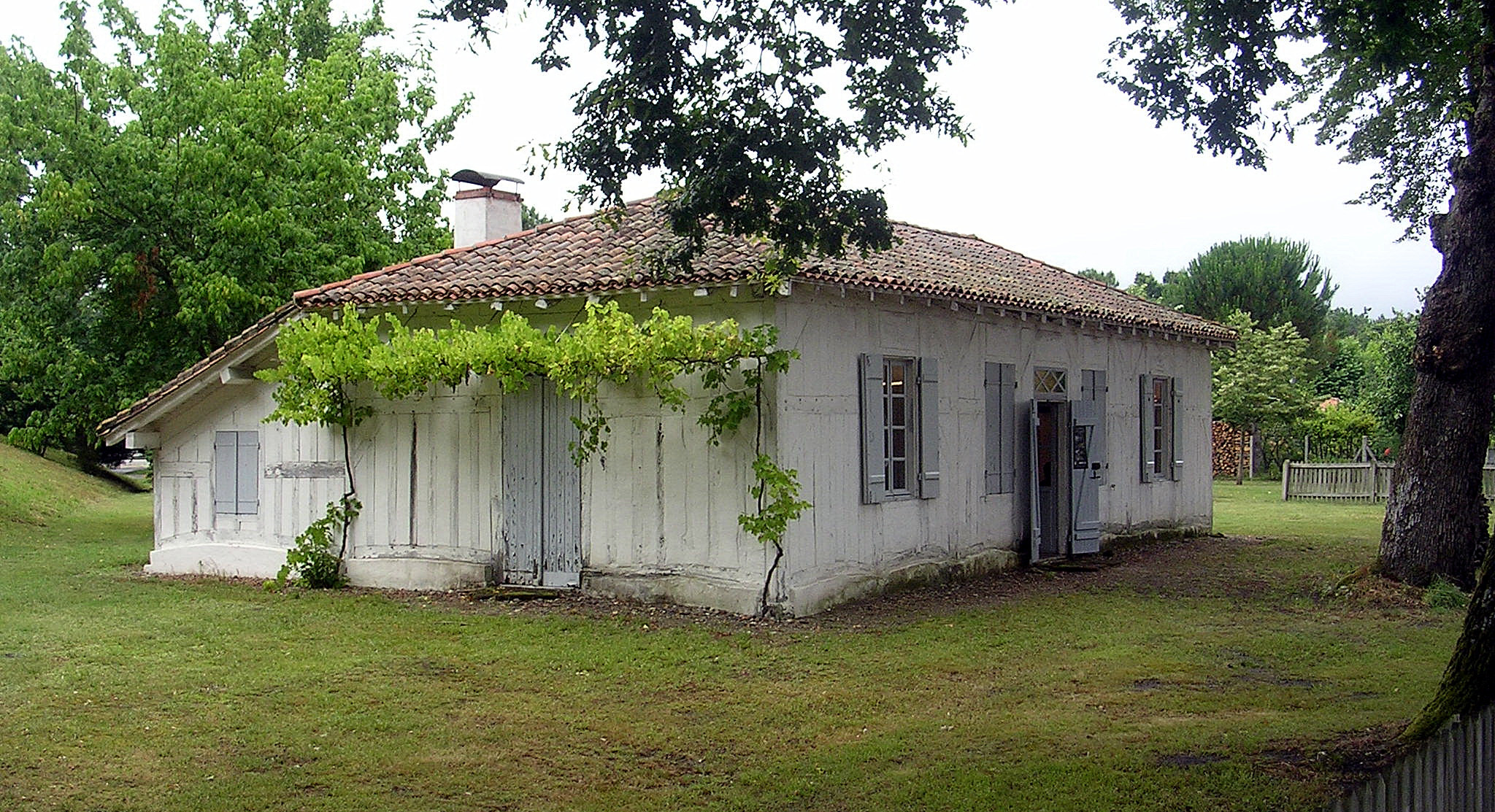
Maison de Félix Arnaudin, dans le quartier de Monge.
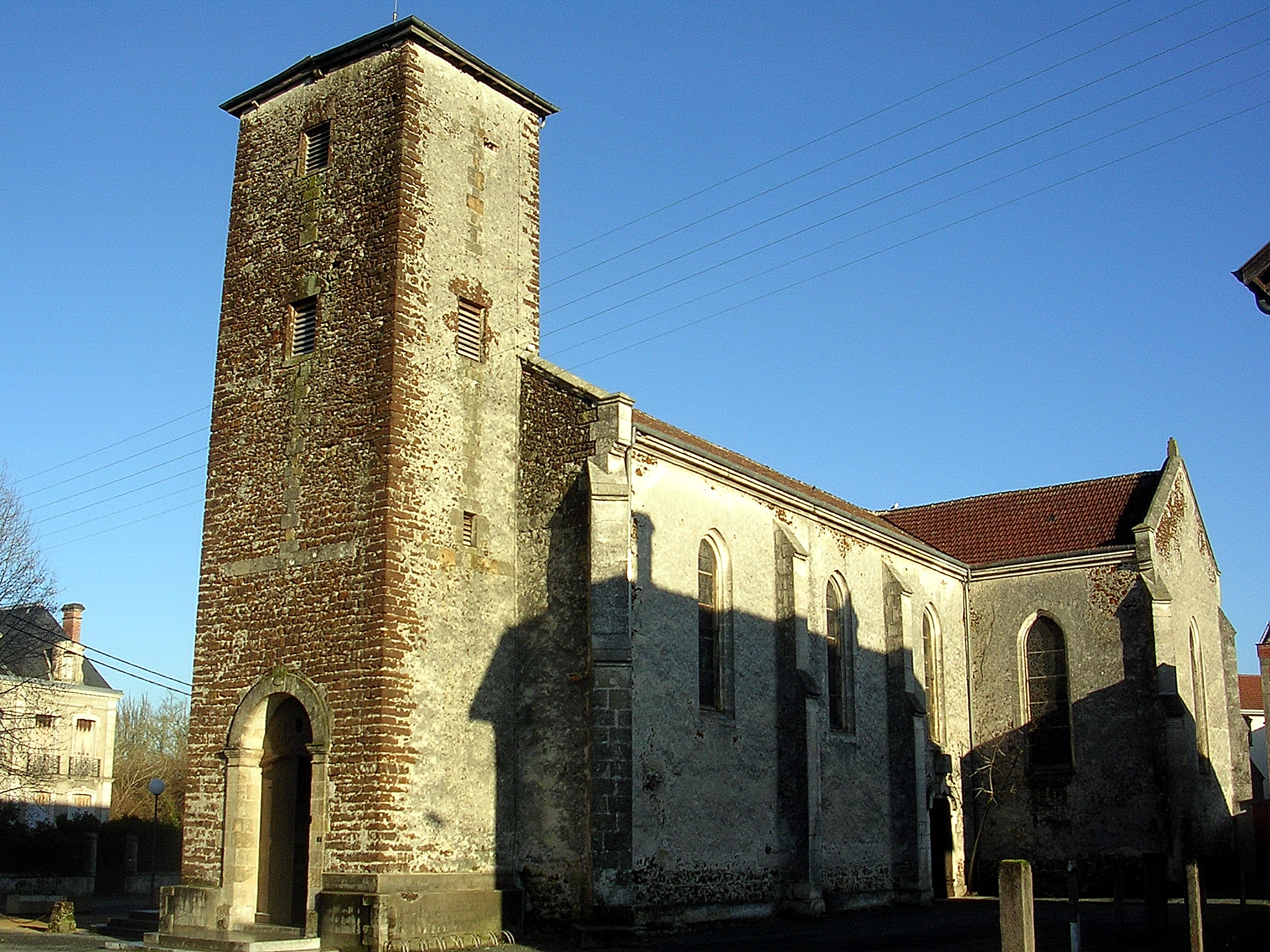
Église Saint-Jacques de Labouheyre.
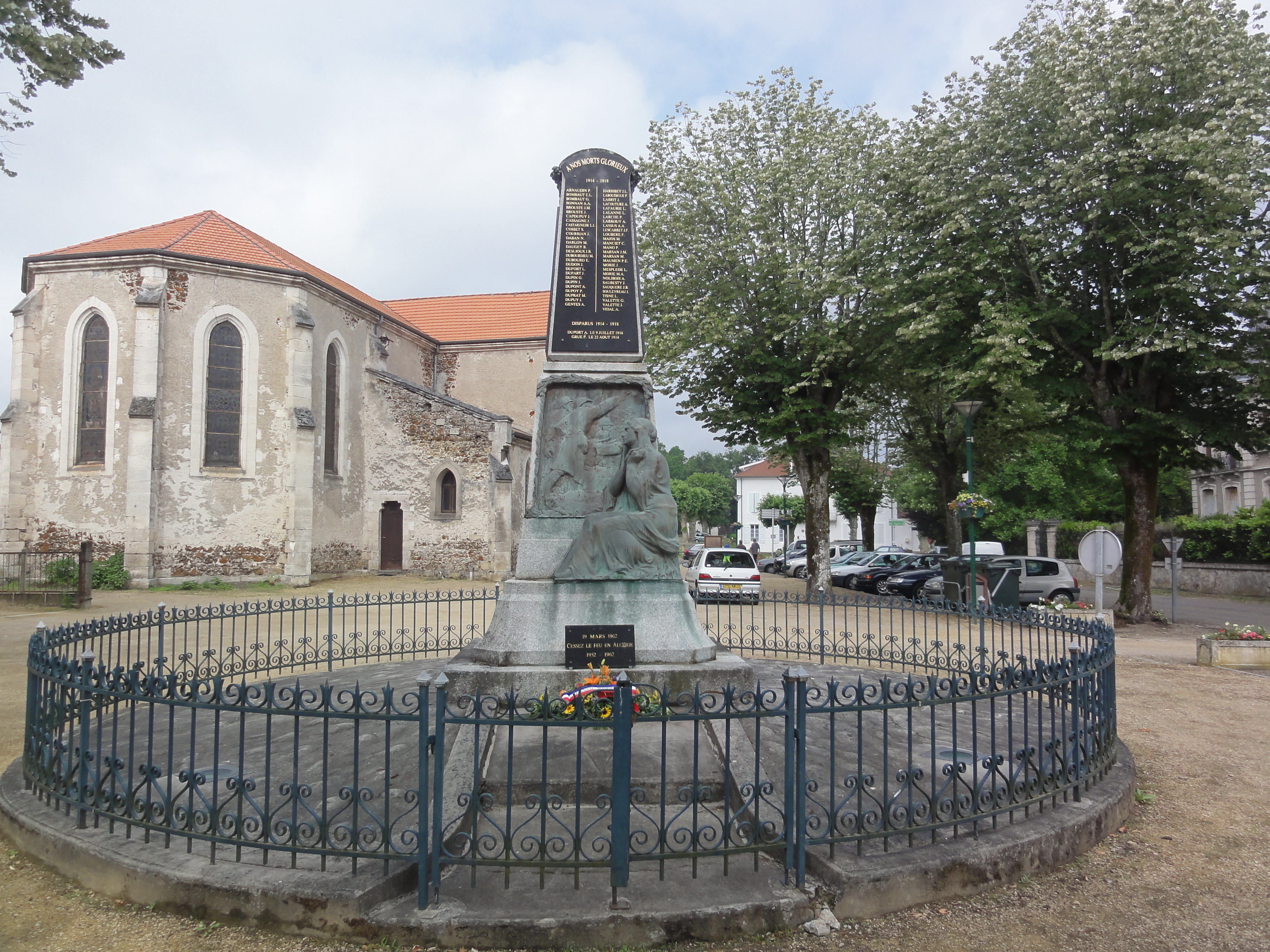
Monument aux morts.
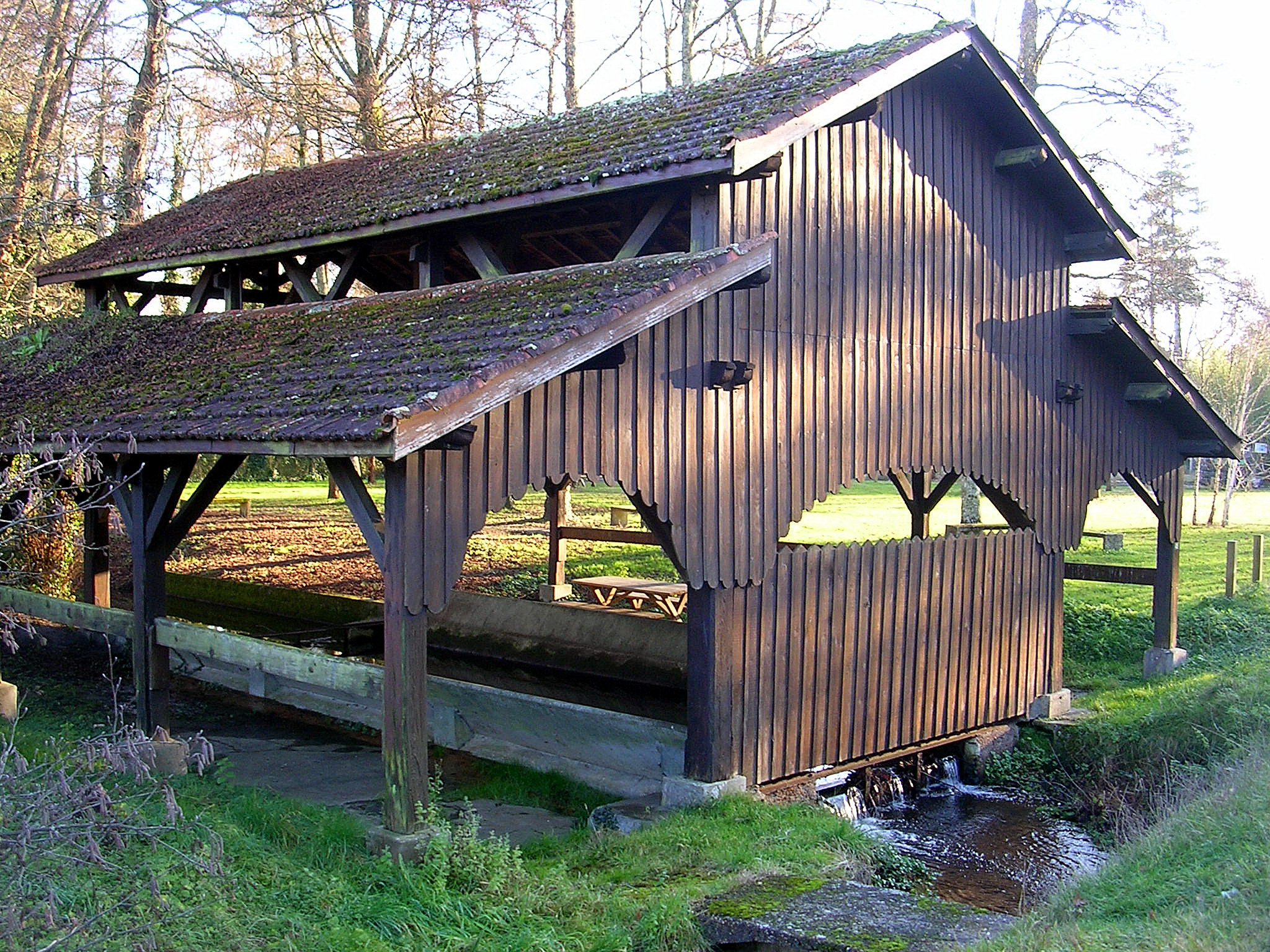
Lavoir gascon.

## Sports
Rugby à XV
Le Jeunesse sportive de Labouheyre qui fusionne en 2020 avec le Parentis sport sous le nom de Rugby club Nord Landes, engagé en championnat de France de rugby à XV de 3e division fédérale 2020-2021.

## Personnalités liées à la commune
- Félix Arnaudin, ethnographe et photographe de la Haute-Lande, écrivain, né et mort à Labouheyre (1844-1921). La maison dans laquelle il mourut est actuellement la Maison de la Photographie de Landes.
- Pierre Tarricq, ancien joueur de rugby à XV, né en 1929.

## Économie

### Entreprise
- Smurfit Rol Pin : 39 M€ de CA selon le journal du net